# آاگ بی.۲
آاگ بی.۲ (به انگلیسی: AEG B.II) یک هواگرد ساختِ کارخانهٔ آاگ در کشور آلمان است. این هواگرد برای نخستین بار در ۱۹۱۴ میلادی مورد استفاده قرار گرفت.